# 夜櫻家大作戰
《夜樱家大作战》是日本漫画家權平羊创作的少年漫画，从《週刊少年Jump》2019年39号至2025年8號连载。這是作者自2017年《魔界王子留學記》後於該雜誌的長篇連載。2022年宣布推出改編電視動畫，於2024年4月播出。製作完畢宣布製作第2季。
2025年1月，單行本發行量突破330萬冊。

## 故事大綱
高中生朝野太陽因為家人的意外過世而恐懼與他人來往，僅有青梅竹馬夜櫻六美能與他正常對話，兩人的關係引起六美的哥哥凶一郎不滿。夜櫻六美是間諜家族夜櫻家的女兒，而凶一郎則是世上最優秀的間諜之一，他因為過去的失誤而對六美過度保護，並將靠近六美的外人全都打個半死。為了保住太陽的性命，太陽和六美結婚，成為夜櫻家的成員。
夜櫻家是江戶時代著名的忍者世家，家族中的成員都身懷絕技，在這當中誕生出的普通人則會被奉為「當家」，身為夜櫻家第十代當家的六美自小便屢遭暗殺，太陽開始鍛鍊自己以求能守護六美的安全，同時也和凶一郎以外的家人打好關係，並對付了幾個不法之徒。

## 登場人物
- 聲優以「2024年電視動畫／2021年有聲劇／2020年有聲漫畫」排列，只列出一名聲優者，為「電視動畫」配音員。

### 夜櫻家

#### 家主夫妻
朝野太陽→夜櫻太陽（聲：川島零士（電視動畫、有聲漫畫）／花江夏樹（有聲劇））
本作男主角。生日9月15日。16歲→22歲。夜櫻家女婿，六美的丈夫。青銅級間諜→白銀級間諜→黃金級間諜。開花能力：「硬化」。開花春來能力:「柔」。
夜櫻六美（聲：本渡楓（電視動畫、有聲劇）／岩橋由佳（有聲漫畫））
本作女主角。生日6月6日。16歲→22歲。夜櫻家第六位子女（三女）、第10任家主。

#### 兄弟姊妹
夜櫻凶一郎（聲：小西克幸、拝師みほ〈幼年期〉（電視動畫、有聲劇）／比上孝浩（有聲漫畫））
生日1月1日。21歲→26歲。夜櫻家第一位子女（長男）。黃金級間諜。開花能力:「虛無」。開花春來能力:「生命」。
夜櫻二刃（聲：鬼頭明里（電視動畫）／田村由香里（有聲劇）／丸山美紀（有聲漫畫））
生日2月2日。20歲→25歲。夜櫻家第二位子女（長女）。黃金級間諜。開花能力：「包容」。開花春來能力:「拒絕」。
夜櫻辛三（聲：興津和幸、寺澤百花〈幼年期〉（電視動畫）／福島潤（有聲劇）／荒木命（有聲漫畫））
生日3月3日。19歲→24歲。夜櫻家第三位子女（二男）。黃金級間諜。開花能力：「破壞」。開花春來:「再生」。
夜櫻四怨（聲：悠木碧（電視動畫）／Lynn（有聲劇）／長谷川（有聲漫畫））
生日4月4日。18歲→23歲。夜櫻家第四位子女（二女）。白銀級間諜。開花能力：「分析」。開花春來能力:「渾沌」。
夜櫻嫌五（聲：松岡禎丞（電視動畫）／櫻井孝宏（有聲劇）／大谷龍生（有聲漫畫））
生日5月5日。17歲→22歲。夜櫻家第五位子女（三男）。白銀級間諜。開花能力：「共鳴」。開花春來能力:「唯我獨尊」。
夜櫻七惡（聲：內山夕實（電視動畫）／藤井幸代（有聲劇）／齋田華帆（有聲漫畫））
生日7月7日。15歲→20歲。夜櫻家第七位子女（四男）。白銀級間諜。開花能力：「適應」。開花春來能力:「退化」。

#### 寵物
歌利亞（聲：松岡禎丞（電視動畫）／長門三照（有聲漫畫））
生日1月17日。夜櫻家寵物狗，是品種改良後被稱為「大神犬」的特殊犬種。壽命極長，從六美的高祖母那一代起便持續守護著夜櫻家。普通時候是小型犬，但在進入戰鬥狀態時能夠隨意改變體型。並且擁有能夠承受刀、槍和爆炸的堅韌皮膚。

#### 其他親屬
夜櫻萬（聲：井上和彥）
夜櫻家的祖父。開花能力：「通過」。
夜櫻京子（聲：山田榮子）
夜櫻家的祖母。夜櫻零的母親。第8任家主。
夜櫻零（聲：日高範子）
夜櫻家的母親。第9任家主。
夜櫻百（聲：山寺宏一）
夜櫻家的父親。開花能力：「夢」。
夜櫻阿爾法
生日10月24日。太陽和六美的兒子。開花能力：「預知」。
夜櫻一二三
生日10月24日。太陽和六美的女兒。開花能力：「無限」。

### 雛菊
政府直屬情報機關。
不動凜（聲：朴璐美）
「雛菊」的室長。戴著眼罩的大個子女性。兇一郎和佛山的國中同學，跟兇一郎是水火不容的關係。但對待六美如同自己的親妹妹。擁有能夠輕易擊破兇一郎的鋼蜘蛛的強大破壞力。童年時期曾是蒲公英組織的實驗體，在逃跑後創辦雛菊企圖阻止蒲公英繼續拐賣兒童。
蒼翠（聲：內山昂輝）
「雛菊」的班長。劍術高手。性格冷淡且一板一眼，認為間諜不需要感情。會將任何試圖干涉他任務的人斬殺。童年時期曾是蒲公英組織的實驗體，和犬神王牙一起被凜救出來。率領太陽、六美二人到訪雛菊時，抱著六美下落，與六美關係匪淺。
犬神王牙（聲：濱野大輝）
「雛菊」的副班長。武器是連著鐵鍊的六角型砝碼。擁有極強的聽覺和嗅覺，但頭腦簡單且是個超級大近視。童年時期曾是蒲公英組織的實驗體，和蒼翠一起被凜救出來。
秋風紅葉（聲：河瀨茉希）
「雛菊」走私執法部門的成員，留著淺色長髮的少女。幫助太陽獲取兇一郎最喜歡的黑甜茶葉。
秋風薰（聲：玉井勇輝）
「雛菊」生物部門的成員。紅葉的祖父。平日偽裝成雛菊咖啡館的老闆。

### 蒲公英
神秘犯罪組織。
川下真→皮下真（聲：上田祐司）
「蒲公英」的幹部「虹花」之一，是組織中的主從關係，唯一擁有夜櫻開花能力。他開發了模仿染井忍的產品「葉櫻」，並將其注射給蒲公英的成員以增強他們的能力。同時也是曾經策劃一場交通事故，企圖害死朝野太陽一家的幕後兇手。夜櫻前線因為傳播計畫被太陽的開花能力阻止，最終被夜櫻家全員擊敗，且被將其逮捕。開花能力為「再生」。
白井雪→白蛇（聲：佐藤利奈）
「蒲公英」的幹部「虹花」之一。葉櫻輸出效率100%。10年前曾患有連走路都困難的疾病。在16歲生日時，日出和明裡送給她太陽的耳環作為禮物。在列車上與太陽的戰鬥後，暗戀太陽，迎來了壽命，細胞被破壞，頭髮脫落而陣亡。
赤坂美紀→赤井（聲：小清水亞美）
「蒲公英」的幹部「虹花」之一。葉櫻輸出效率512%，虹花內排行第1名。
黑田善正→黑澤
「蒲公英」的幹部「虹花」之一。葉櫻輸出效率501%，虹花內排行第2名。
水樹（聲：野島健兒）
「蒲公英」的幹部「虹花」之一。葉櫻輸出效率488%，虹花內排行第3名。
茶茶（聲：真殿光昭）
「蒲公英」的幹部「虹花」之一。葉櫻輸出效率398%，虹花內排行第4名。
青柳涼→青沼（聲：小林千晃）
「蒲公英」的幹部「虹花」之一。葉櫻輸出效率366%，虹花內排行第5名。
藍（聲：久野美咲）
「蒲公英」的幹部「虹花」之一。葉櫻輸出效率310%，虹花內排行第6名。過去原本在單親家庭中長大，生活在母親的嚴重虐待中，然而她的母親被水樹徹底溶解殺死，因此被水樹和皮下真保護，並加入了蒲公英。夜櫻前線和藍與七惡、蒼翠、王牙對勢，最終使用過多葉櫻的藍，因水樹注入葉櫻的犧牲而存活。蒲公英毀滅後，受到了雛菊的保護，後來轉居住到夜櫻家生活。

### 間諜／特務

#### 黃金級間諜
出雲灰
間諜協會的會長，黃金級間諜。辦公室位於協會第100層。右眼有一道疤，長髮，總是帶著一頂棒球帽，後背有一個巨大的疤。觀察力驚人，能夠使出消除疲勞和疼痛、提高集中力和反應能力的點穴。

#### 白銀級間諜
切崎殺香（聲：伊瀨茉莉也）
白銀級間諜。綽號「男性獵手」。太陽和六美的同學，16歲。以擅長追捕和暗殺而聞名。只要戀上某位男性就會先不斷採取間諜式跟蹤，最後將對方殺死。擅長使用針頭上塗有如氰化物、有機毒物、催眠毒等不同毒物的針攻擊敵人。因迷戀上太陽與六美，為了追隨他們而成為夜櫻家的女傭。
星降月夜（聲：福山潤）
白銀級間諜，與切崎殺香同樣喜歡太陽。
小咩（聲：大西沙織）
白銀級間諜。

#### 青銅級間諜
道端草助
青銅級間諜（臨時）。太陽和六美的同學，16歲。下巴上戴著一個口罩的少年，只有在使用隱身時才戴上。由於天生就很沒存在感，因此，他創造了將呼吸、心跳和存在抑制到極限的能力「陽炎」。

#### 其他相關者
玉屋（聲：岩澤俊樹）
太陽第一個任務中遇到的刺客，是個小有名氣的炸彈魔，從不露面，永遠只穿著一件大連帽衣，沉迷於SNS等社交媒體，會把自己的行動與下手目標當預告信發佈，喜歡先用小炸彈逗弄對手，然後再以珍貴的特殊炸彈把他們幹掉。過去曾多次與夜櫻兇一郎合作消滅恐怖分子。
花輪
經營黑道快遞服務「花便屋」的職業間諜。
貓頭鷹（聲：手塚弘道）
偽鈔製造公司雇用的狙擊手，在週刊間諜春季特大號周刊狙擊手排行榜中排名第8。戴著黑色毛線帽、用墨鏡和口罩遮這臉部的男子。
佛山聖司（聲：加瀨康之）
小泉警察局的刑事，也是兇一郎的國中同學，被兇一郎認為有反社會人格。
鹽竹
惡握組的組長，以殘忍著稱，一但抓住敵人就會砍掉他們的手指。
由香里（聲：佐藤花）
惡握組組長鹽竹的愛人。
阿梅
惡握組組長鹽竹的左右手，一個強壯的光頭男。
鳩田飛鳥（聲：石田彰）
全球玩具店「Popoppo」的第三代總裁，因為覬覦夜櫻家族的強大戰鬥力而打算和六美結婚，甚至作為她的同班同學轉到了其就讀的學校。並將太陽視為眼中釘。

## 出版書籍
| 卷數 | 集英社 | 集英社        | 集英社                 | 東立出版社 | 東立出版社     | 東立出版社             |
| 卷數 | 副標題 | 發售日期      | ISBN                   | 副標題     | 發售日期       | ISBN                   |
| ---- | ------ | ------------- | ---------------------- | ---------- | -------------- | ---------------------- |
| 1    |        | 2020年2月4日  | ISBN 978-4-08-882178-8 | 櫻之戒     | 2021年3月11日  | ISBN 978-957-26-5554-2 |
| 2    |        | 2020年4月3日  | ISBN 978-4-08-882243-3 | 約會       | 2022年7月8日   | ISBN 978-957-26-5555-9 |
| 3    |        | 2020年6月4日  | ISBN 978-4-08-882334-8 | 雛菊       | 2024年5月30日  | ISBN 978-957-26-5556-6 |
| 4    |        | 2020年8月4日  | ISBN 978-4-08-882382-9 | 外遇       | 2024年7月22日  | ISBN 978-626-02-1728-0 |
| 5    |        | 2020年11月4日 | ISBN 978-4-08-882475-8 | 「蒲公英」 | 2024年10月24日 | ISBN 978-626-02-1729-7 |
| 6    |        | 2021年1月4日  | ISBN 978-4-08-882532-8 | 夜櫻之血   | 2024年11月20日 | ISBN 978-626-02-1730-3 |
| 7    |        | 2021年3月4日  | ISBN 978-4-08-882579-3 | 太陽耳環   | 2025年1月20日  | ISBN 978-626-02-2717-3 |
| 8    |        | 2021年4月30日 | ISBN 978-4-08-882663-9 | 夜櫻前線   | 2025年3月6日   | ISBN 978-626-02-2718-0 |
| 9    |        | 2021年7月2日  | ISBN 978-4-08-882709-4 | 播種計畫   | 2025年5月15日  | ISBN 978-626-02-2719-7 |
| 10   |        | 2021年10月4日 | ISBN 978-4-08-882792-6 |            |                |                        |
| 11   |        | 2022年1月4日  | ISBN 978-4-08-883009-4 |            |                |                        |
| 12   |        | 2022年3月4日  | ISBN 978-4-08-883038-4 |            |                |                        |
| 13   |        | 2022年6月3日  | ISBN 978-4-08-883143-5 |            |                |                        |
| 14   |        | 2022年9月2日  | ISBN 978-4-08-883227-2 |            |                |                        |
| 15   |        | 2022年11月4日 | ISBN 978-4-08-883288-3 |            |                |                        |
| 16   |        | 2023年1月4日  | ISBN 978-4-08-883420-7 |            |                |                        |
| 17   |        | 2023年4月4日  | ISBN 978-4-08-883448-1 |            |                |                        |
| 18   |        | 2023年7月4日  | ISBN 978-4-08-883567-9 |            |                |                        |
| 19   |        | 2023年9月4日  | ISBN 978-4-08-883667-6 |            |                |                        |
| 20   |        | 2023年11月2日 | ISBN 978-4-08-883748-2 |            |                |                        |
| 21   |        | 2024年1月4日  | ISBN 978-4-08-883794-9 |            |                |                        |
| 22   |        | 2024年3月4日  | ISBN 978-4-08-883845-8 |            |                |                        |
| 23   |        | 2024年4月4日  | ISBN 978-4-08-884002-4 |            |                |                        |
| 24   |        | 2024年6月4日  | ISBN 978-4-08-884119-9 |            |                |                        |
| 25   |        | 2024年8月2日  | ISBN 978-4-08-884134-2 |            |                |                        |
| 26   |        | 2024年10月4日 | ISBN 978-4-08-884212-7 |            |                |                        |
| 27   |        | 2024年12月4日 | ISBN 978-4-08-884354-4 |            |                |                        |
| 28   |        | 2025年2月4日  | ISBN 978-4-08-884432-9 |            |                |                        |
| 29   |        | 2025年3月4日  | ISBN 978-4-08-884435-0 |            |                |                        |

## 反響
2021年10月，單行本世界累計發行量突破100萬。2022年9月，單行本累計發行量突破140萬。2022年11月，單行本世界累計發行量突破150萬。2024年3月，單行本累計發行量突破250萬。2024年12月，單行本發行量突破300萬。

## 電視動畫
2022年12月宣布改編電視動畫，第1季於2024年4月至10月連續播出兩季度。第1季播放完畢後宣布製作第2季，預定於2026年播出。

### 主題曲
| 標題             | 主唱                   | 作詞         | 作曲                 | 編曲                 | 播放話數       |
| 片頭曲           | 片頭曲                 | 片頭曲       | 片頭曲               | 片頭曲               | 片頭曲         |
| ---------------- | ---------------------- | ------------ | -------------------- | -------------------- | -------------- |
| [ 43 ]           | 生物股長               | 水野良樹     | 水野良樹、蔦谷好位置 | KOHD、蔦谷好位置     | 1－15          |
| Secret Operation | FripSide feat.南條愛乃 | 八木沼悟志   | 八木沼悟志           | 八木沼悟志、齋藤真也 | 16－17、19－27 |
| 片尾曲           |                        |              |                      |                      |                |
| fam!             | CHiCO                  | aio          | aio                  | aio×hiroo            | 2－13          |
|                  | ASOBI同盟              | 雨曇、田中輝 | 雨曇                 | 雨曇                 | 14－20、22－27 |
| 插入曲           |                        |              |                      |                      |                |
|                  | 四怨（悠木碧）         | 星野七海     | 藤本                 | 角谷和俊             | 22             |
|                  | 辛三（興津和幸）       | 興津和幸     | 藤本                 | 角谷和俊             | 22             |

### 各話列表
| 作戰1  | 櫻之戒                   | 湊未來     | 湊未來          | 湊未來     | 高橋瑞紀、北島勇樹、西田美彌子 蔣杭岑、劉華叡、韓卉 劉亞蘭、秦詩雨 彭麗穎、Fincrossed | 高橋瑞紀                                       | 2024年 4月7日 |
| 作戰2  | 夜櫻的命                 | 湊未來     | 中津川孝廣      | 中津川孝廣 | 近藤律子、佐佐木睦美 桐山染利、井本美穗 | 高橋瑞紀                                       | 4月14日       |
| 作戰3  | 心意                     | 星野七海   | 細田雅弘        | 細田雅弘   | 直木祥子、壽夢龍、久松沙紀 葉昌、薛雨欣、徐晨寅 林子葉、 | 高橋瑞紀、平田和也 佐佐木睦美                  | 4月21日       |
| 作戰4  | 嫌五／辛三               | 星野七海   | 吉川博明        | 大內大和   | 渡邊亞彩美、堤谷典子 渡邊優奈、足立明日美 | 渡邊亞彩美、堤谷典子                           | 4月28日       |
| 作戰5  | 審訊／約會               | 西久保明良 | 田村正文        | 中津川孝廣 | 中津川孝廣、西田美彌子、北島勇樹 久松沙紀、VISTA、 | 高橋瑞紀、平田和也                             | 5月5日        |
| 作戰6  | bug                      | 西久保明良 | 湊未來          | 湊未來     | 佐佐木睦美、堤谷典子、近藤律子 井本美穗、渡邊優菜、足立明日美 桐山染利 | 佐佐木睦美、渡邊亞彩美                         | 5月12日       |
| 作戰7  | 公務員特務               | 下山健人   | 吉川博明        | 西本光咲   | Mitsuki、劉華叡、糜堯雨 賀娜、蔣杭岑、韓卉 劉亞蘭、秦詩雨、彭麗穎 大野薰野、杭州神在動畫 Fincrossed studio | 高橋瑞紀、平田和也                             | 5月19日       |
| 作戰8  | 黑百合黨                 | 下山健人   | 吉川博明        | 江島泰男   | 大暴龍、周文龍、趙小川 阿菁、過燦、徐闖 Triple A、拾月動畫 | 高橋瑞紀、平田和也                             | 5月26日       |
| 作戰9  | 黑百合的花語             | 下山健人   | 吉川博明        | 大宮一仁   | 田中日香里、朱、黃洋 李飛鵬、加藤真人、重國浩子 富山大輔、日影工房 | 直木祥子                                       | 6月2日        |
| 作戰10 | 夜櫻家的女僕／出軌       | 橫手美智子 | 湊未來          | POLON      | 若山政志、壽夢龍、久松沙紀 和田祐二、權容祥、前田義宏 別所正直、下出麻以 | 高橋瑞紀、平田和也                             | 6月9日        |
| 作戰11 | 夜櫻的鬼故事／特務執照   | 西久保明良 | 中津川孝廣      | 中津川孝廣 | 中津川孝廣、直木祥子、工藤公聖 松井京介、謝鑫、陳亮 杜衛峰、魏旭龍、廖元慶 徐易、岩田美香、沈益智 小螺、符騰、朱宏禹 | 高橋瑞紀、平田和也                             | 6月16日       |
| 作戰12 | 越獄老頭風雲             | 星野七海   | 井上圭介        | 細田雅弘   | 權容祥、武志鵬 | 高橋瑞紀、平田和也                             | 6月23日       |
| 作戰13 | 蒲公英                   | 下山健人   | 湊未來          | 西本光咲   | 北島勇樹、大野薰野、王志航 文悉達、徐鈞曉、王瑋璐 黄成、杜衛峰、蔣杭岑 胡雲濤、趙昱惠、廖菲 王康、Studio PAPER CRANES Fusion Studio | 高橋瑞紀、平田和也                             | 6月30日       |
| 作戰14 | 目標是商務套房           | 下山健人   | 沖田宮奈        | 大内大和   | 前嶋弘史、西田美彌子、和田祐二 權容祥、金澤龍、謝葵 岩田美香、葵葵、朱兵揚 徐楨、陳彥璋、藩龍 合肥板給動畫、丘 育松動畫製作、BEEP | 高橋瑞紀、平田和也                             | 7月7日        |
| 作戰15 | 夜櫻的血                 | 下山健人   | 岩畑剛一        | 大宮一仁   | 田中日香里、黃洋、李飛鵬 照屋朋美、陳雅琦、宮垣 劉曉宇、王佳欣、黃 何燁、秦詩雨、韓卉 孫恆睿、羅文倩 蘇州七彩色扇貝動漫科技有限公司 Amphibi | 高橋瑞紀、平田和也                             | 7月14日       |
| 作戰16 | 打掃庭院                 | 下山健人   | 岩畑剛一        | 湊未來     | 松井京介、和田祐二、久松沙紀 櫻井拓郎、北島勇樹、月海充 崔慶頓、岩田美香、高松動畫製作 Fusion Studio、Fincrossed studio STUDIO CL、Triple A、BEEP | 高橋瑞紀、澤入祐樹 平田和也                    | 7月21日       |
| 作戰17 | 七惡的藥                 | 西久保明良 | 中津川孝廣      | 中津川孝廣 | 過燦、豬豬、阿菁 徐小山、Triple A | 高橋瑞紀、澤入祐樹 平田和也                    | 7月28日       |
| 作戰18 | 夜櫻溫泉物語             | 湊未來     | 小野學          | 湊未來     | 北島勇樹、和田祐二、月海充 直木祥子、清水椋大、藤彩七 遠藤里蘭、、熊井野乃 江島、齋花、田倉佳乃 竹內寬、懸田扇子、北村美岬 高橋茉奈、西原千晶、小林 祥果、奏相子、蔣杭岑 胡雲濤、趙昱惠、廖菲 王康、Fusion Studio、育松動畫 Studio PAPER CRANES Triple A、BEEP | 高橋瑞紀、澤入祐樹 平田和也                    | 8月4日        |
| 作戰19 | 名為蒲公英的藥           | 星野七海   | 竹澤清貴        | 大內大和   | 北島勇樹、西田美彌子、久松沙紀 大野薰野、岩田美香、崔慶碩 過燦、徐小山、豬豬 無錫市櫻花卡通有限公司 拾月動畫、杭州神在 | 高橋瑞紀、澤入祐樹 平田和也                    | 8月11日       |
| 作戰20 | 太陽耳環                 | 星野七海   | 高木啟明        | 高木啟明   | 高木啓明、武志鵬、星野美波 澤入祐樹、近響子、步字 | 高橋瑞紀、平田和也                             | 8月18日       |
| 作戰21 | 夜櫻前線／開花           | 森江美咲   | 合田圭佑        | 雄谷將仁   | 阿菁、豬豬、徐小山 過燦、趙小川、徐超 陳玲玲、蔣海華 拾月動畫、Triple A | 高橋瑞紀、平田和也 澤入祐樹、山吉一幸          | 8月25日       |
| 作戰22 | 賞花                     | 星野七海   | 山本秀世        | 大内大和   | 山下詩織、和田祐二、西田美彌子 月海充、築山翔太、權容祥 遠藤里蘭、藤彩七、竹內寬 江島、、北村美岬 川本和隆、西原千晶、祥果 齋花、葉子林、廖菲 胡雲濤、趙煜惠、楊振宇 拾月動畫、BEEP、Triple A                                                                  | 高橋瑞紀、平田和也 澤入祐樹、山吉一幸 直木祥子 | 9月1日        |
| 作戰23 | 東風／武器               | 橫手美智子 | 岩畑剛一        | 中津川孝廣 | 中津川孝廣、北島勇樹、久松沙紀 築山翔太、臼田美夫、岩田美香 豬豬、徐小山、過燦 錢進一、李鑫源 無錫市櫻花卡通有限公司 Triple A、Fusion Studio 育松動畫、杭州神在動畫 、RadPlus Fincrossed studio                                                                | 高橋瑞紀、平田和也 澤入祐樹、山吉一幸          | 9月8日        |
| 作戰24 | 四怨＆嫌五 vs 恰恰＆青沼 | 橫手美智子 | 湊未來 岩畑剛一 | 大内大和   | 大槻南雄、黑井知寶、BEEP 4tune、Triple A、曉·火鳥動畫製作集團 | 高橋瑞紀、平田和也 澤入祐樹                    | 9月15日       |
| 作戰25 | 藍與水樹                 | 下山健人   | 山本秀世        | 門田英彥   | 錦戶未奈、森林惠、BEEP 4tune、One Order、GK Sales RadPlus、Triple A、Seed 曉·火鳥動畫製作集團 Revival、BigOwl | 高橋瑞紀、平田和也 澤入祐樹、山吉一幸          | 9月22日       |
| 作戰26 | 過去之血                 | 下山健人   | 沖田宮奈        | 湊未來     | 大槻南雄、北島勇樹、前嶋弘史 和田雄二、葉子林、廖菲 胡雲濤、趙煜恵、楊振守 育松動畫、青島火星動畫 、Triple A Finicrossed | 高橋瑞紀、平田和也 澤入祐樹、山吉一幸          | 9月29日       |
| 作戰27 | 作戰結束 婚宴            | 下山健人   | 沖田宮奈        | 中津川孝廣 | 大槻南雄、koto、築山翔太 臼田美夫、無錫市櫻花卡通有限公司 Triple A | 高橋瑞紀、平田和也 山吉一幸、澤入祐樹          | 10月6日       |

### BD＆DVD
| 卷數  | 發行日期       | 收錄話數      | 規格編號  | 規格編號  |
| 卷數  | 發行日期       | 收錄話數      | BD        | DVD       |
| 第1季 | 第1季          | 第1季         | 第1季     | 第1季     |
| ----- | -------------- | ------------- | --------- | --------- |
| 1     | 2024年6月28日  | 第1話—第4話   | GNXA-2521 | GNBA-2921 |
| 2     | 2024年7月26日  | 第5話—第8話   | GNXA-2522 | GNBA-2922 |
| 3     | 2024年8月30日  | 第9話—第12話  | GNXA-2523 | GNBA-2923 |
| 4     | 2024年9月27日  | 第13話—第17話 | GNXA-2524 | GNBA-2924 |
| 5     | 2024年10月25日 | 第18話—第22話 | GNXA-2525 | GNBA-2925 |
| 6     | 2024年11月29日 | 第23話—第27話 | GNXA-2526 | GNBA-2926 |

### 短編動畫
《夜櫻家的迷你作戰》於2024年4月11日至10月10日起，每周四在Youtube配信。全27話。

#### 插曲
「Love Forever」
主唱：夜櫻凶一郎（小西克幸），作詞：星野七海、作曲：藤本、編曲：角谷和俊

#### 各話列表（短編）
| 話數    | 標題                   | 演出       | 作畫監督   | 首播日期       |
| ------- | ---------------------- | ---------- | ---------- | -------------- |
| 作戰1   | 夜櫻家的入贅女婿       | 轟         | 齋藤晃弘   | 2024年 4月11日 |
| 作戰2   | 歌利亞與開車           | 轟         | 齋藤晃弘   | 4月18日        |
| 作戰3   | 斯巴達長女             | 轟         | 山脇光太郎 | 4月25日        |
| 作戰4   | 加油！辛三老師         | 狸桔       | 齋藤晃弘   | 5月2日         |
| 作戰5   | 時尚番長歌利亞         | 轟         | 齋藤晃弘   | 5月9日         |
| 作戰6   | 四怨的游戏房间         | 轟         | 齋藤晃弘   | 5月16日        |
| 作戰7   | 被末子親近了           | 狸桔       | 山脇光太郎 | 5月23日        |
| 作戰8   | 愛情故事是…            | 狸桔       | 柿木直子   | 5月30日        |
| 作戰9   | 沒有太陽的夜櫻家的餐桌 | 山脇光太郎 |            | 6月6日         |
| 作戰10A | 晨間劇是蜜的味道       | 狸桔       | 和泉成彦   | 6月13日        |
| 作戰10B | love love call         | 狸桔       | 山脇光太郎 | 6月14日        |
| 作戰11  | 你推薦的聯動咖啡店     | 狸桔       | 柿木直子   | 6月20日        |
| 作戰12  | 可以的話，一起玩吧？   | 野中勇希   | 和泉成彦   | 6月27日        |
| 作戰13  | 在圖書館請保持安靜     | 野中勇希   | 弘田       | 7月4日         |
| 作戰14  | 问能面喜欢的类型       | 山脇光太郎 | 山脇光太郎 | 7月11日        |
| 作戰15  | 可愛就是正義           | 山脇光太郎 | 柿木直子   | 7月18日        |
| 作戰16  | 目標是成為歌姬         | 山脇光太郎 | 弘田       | 7月25日        |
| 作戰17  | 我是來給你送便當的！   | 山脇光太郎 | 山脇光太郎 | 8月1日         |
| 作戰18  | 男湯和女湯             | 山脇光太郎 | 柿木直子   | 8月8日         |
| 作戰19  | 注意蒲公英标记         | 山脇光太郎 |            | 8月15日        |
| 作戰20  | 下戶與酒鬼             | 山脇光太郎 | 和泉成彦   | 8月22日        |
| 作戰21  | 火鍋派對               | 山脇光太郎 | 和泉成彦   | 8月29日        |
| 作戰22  | 愛永遠                 | 山脇光太郎 | 山脇光太郎 | 9月5日         |
| 作戰23  | 沒有○○就無法離開的房間 | 野中勇希   | 和泉成彦   | 9月12日        |
| 作戰24  | 青春活力               | 野中勇希   | 和泉成彦   | 9月19日        |
| 作戰25  | 我的心永遠純潔美麗     | 野中勇希   | 和泉成彦   | 9月26日        |
| 作戰26  | 高級別使命             | 野中勇希   | 和泉成彦   | 10月3日        |
| 作戰27  | 夜櫻家的日常           | 野中勇希   | 和泉成彦   | 10月10日       |

## 外部連結
- 週刊少年JUMP官方網站 － 夜櫻家大作戰（日語）
- 電視動畫《夜櫻家大作戰》官方網站（日語）
- 官方Twitter的X（前Twitter）